# Radim Mrtka
Radim Mrtka (* 9. června 2007 Havlíčkův Brod) je český lední hokejista hrající na postu obránce.

## Život
S hokejem začínal v Havlíčkově Brodě, za něj v sezóně 2021/2022 nastupoval v dresu výběru do sedmnácti let. Pro následující ročník (2022/2023) přestoupil do stejné věkové kategorie třineckých Ocelářů, ve kterém následně strávil celou sezónu, během níž se dostal i do reprezentace své vlasti do šestnácti let.
Ročník 2023/2024 nastupoval jak za výběr Třince do sedmnácti let, tak rovněž za tamní juniory a ve třech utkáních hrál i za výběr mužů klubu z Třince. Premiéru za ně si odbyl 23. února 2024 v utkání na ledě Karlových Varů, které skončilo vítězstvím Mrtkova klubu v poměru 5:4. Nastoupil též za českou hokejovou reprezentaci do sedmnácti let i do osmnácti let a s oběma výběry se zúčastnil mistrovství světa jejich věkových kategorií. Na šampionátu do osmnácti let jeho tým vypadl ve čtvrtfinále po porážce od Slovenska v poměru 2:3.
Ročník 2024/2025 začal v třineckém klubu, kde nastupoval jak za juniory, tak rovněž za tamní výběr mužů. V jednom utkání vypomohl formou střídavých startů rovněž Frýdku-Místku. Poté odešel do severní Ameriky, do klubu Seattle Thunderbirds hrající Western Hockey League (WHL), který si ho vybral během draftu v červenci 2024. Na konci června 2025 si Mrtku v draftu NHL vybral jako devátého hráče v pořadí celek Buffala Sabres a stal se tak ten rok nejvýše vybraným českým hráčem.

## Ocenění a úspěchy
- 2024 MS-18 – Nejtrestanější hráč
- 2025 MS-18 – Top tří hráčů v týmu

## Prvenství
- Debut v ČHL – 23. února 2024 (HC Energie Karlovy Vary proti HC Oceláři Třinec)
- První asistence v ČHL – 13. října 2024 (HC Oceláři Třinec proti HC Energie Karlovy Vary)

## Klubová statistika
| Sezóna       | Klub                 | Soutěž       |    | Základní část | Základní část | Základní část | Základní část | Základní část |   | Play off | Play off | Play off | Play off | Play off |
| Sezóna       | Klub                 | Soutěž       | Z  | G             | A             | B             | TM            | Z             | G | A        | B        | TM       |          |          |
| 2023–24      | HC Oceláři Třinec    | ČHL          | 3  | 0             | 0             | 0             | 2             | —             | — | —        | —        | —        |          |          |
| 2024–25      | HC Oceláři Třinec    | ČHL          | 10 | 0             | 1             | 1             | 0             | —             | — | —        | —        | —        |          |          |
| 2024–25      | HC Frýdek-Místek     | 1.ČHL        | 1  | 0             | 0             | 0             | 0             | —             | — | —        | —        | —        |          |          |
| 2024–25      | Seattle Thunderbirds | WHL          | 43 | 3             | 32            | 35            | 46            | 6             | 0 | 3        | 3        | 4        |          |          |
| Celkem v ČHL | Celkem v ČHL         | Celkem v ČHL | 13 | 0             | 1             | 1             | 2             | —             | — | —        | —        | —        |          |          |

## Reprezentace
| Rok                       | Tým                       | Soutěž                    | Z  | G | A | B | TM |
| ------------------------- | ------------------------- | ------------------------- | -- | - | - | - | -- |
| 2024                      | Česko                     | MS-18                     | 5  | 0 | 0 | 0 | 31 |
| 2025                      | Česko                     | MS-18                     | 5  | 1 | 3 | 4 | 4  |
| Juniorská kariéra celkově | Juniorská kariéra celkově | Juniorská kariéra celkově | 10 | 1 | 3 | 4 | 35 |